# 由比駅
由比駅（ゆいえき）は、静岡県静岡市清水区由比今宿にある、東海旅客鉄道（JR東海）東海道本線の駅である。駅番号はCA12。
運行形態の詳細は「東海道線 (静岡地区)」を参照。

## 歴史
元々由比は東海道五十三次16番目の宿場町であり、現在の東海道本線に当たる官設鉄道線の開業時から駅設置の請願が出されていた。しかし実現の見込みがなかったため、折衷案として隣の蒲原町で蒲原駅設置の運動が丁度起こっており、同駅を蒲原宿と由比宿のあった間である旧堰沢村の位置へ、国府津 - 静岡間の開業翌年である1890年に設置することにした。
しかしそれでも由比町では、同地で産出される海産物や果物を運び出すには鉄道が不可欠と考え、1913年に再び駅設置の請願書を国有鉄道を当時管理していた鉄道院に提出、2年半後にようやくそれが認められて駅が設置される事になった。

### 年表
- 1916年（大正5年）4月15日：国有鉄道東海道本線の蒲原 - 興津間に新設開業[1]。一般駅[1]。
- 1971年（昭和46年）10月1日：貨物の取扱を廃止[1]。
- 1979年（昭和54年）3月：駅舎改築。
- 1984年（昭和59年）2月1日：荷物の取扱を廃止[1]。
- 1987年（昭和62年）4月1日：国鉄分割民営化により、東海旅客鉄道（JR東海）の駅となる[1]。
- 2008年（平成20年）3月1日：ICカード「TOICA」の利用が可能となる。
- 2020年（令和2年）3月28日：エレベーターおよび多機能トイレの供用を開始[3]。
- 2025年（令和7年）6月1日：お客様サポートサービスを導入し、無人化[2][4]。

## 駅構造
単式ホーム2面2線と島式ホーム1面2線を有する地上駅。北側から駅舎、単式ホーム、島式ホーム、単式ホームの順に並んでいる。島式ホームの2・3番線が本線、単式ホームの1・4番線が副本線となっており、一部の普通列車が1・4番線で特急列車や貨物列車、ホームライナーを待避する。3つのホームは跨線橋で連絡している。
お客様サポートサービスを導入している無人駅である。無人化される前は、JR東海交通事業の職員が業務を担当する業務委託駅で、富士川駅が当駅を管理していた。駅舎内には自動券売機や自動改札機が設置されている。
毎年5月3日に当駅至近の由比漁港で開催される由比桜えびまつりに合わせて、臨時列車が設定されている。当駅では折り返しが行えないため、当駅始発の列車は折り返しが行える富士駅や東田子の浦駅から当駅までは回送で運転されている。
ただし、2014年の台風18号による復旧工事中は、富士駅 - 当駅間での折り返し運転が行われ、当駅発着が一時的に設定されていた。（この時は東京寄りにある渡り線を使用しての折り返し）

### のりば
| 番線 | 路線          | 方向 | 行先           | 備考                                             |
| ---- | ------------- | ---- | -------------- | ------------------------------------------------ |
| 1・2 | CA 東海道本線 | 上り | 沼津・熱海方面 | 1番線は2024年4月現在、平日8本、土休日6本が発着。 |
| 3・4 | CA 東海道本線 | 下り | 静岡・浜松方面 | 4番線は2024年4月現在、定期列車の発着はなし。     |

（出典：JR東海:駅構内図）

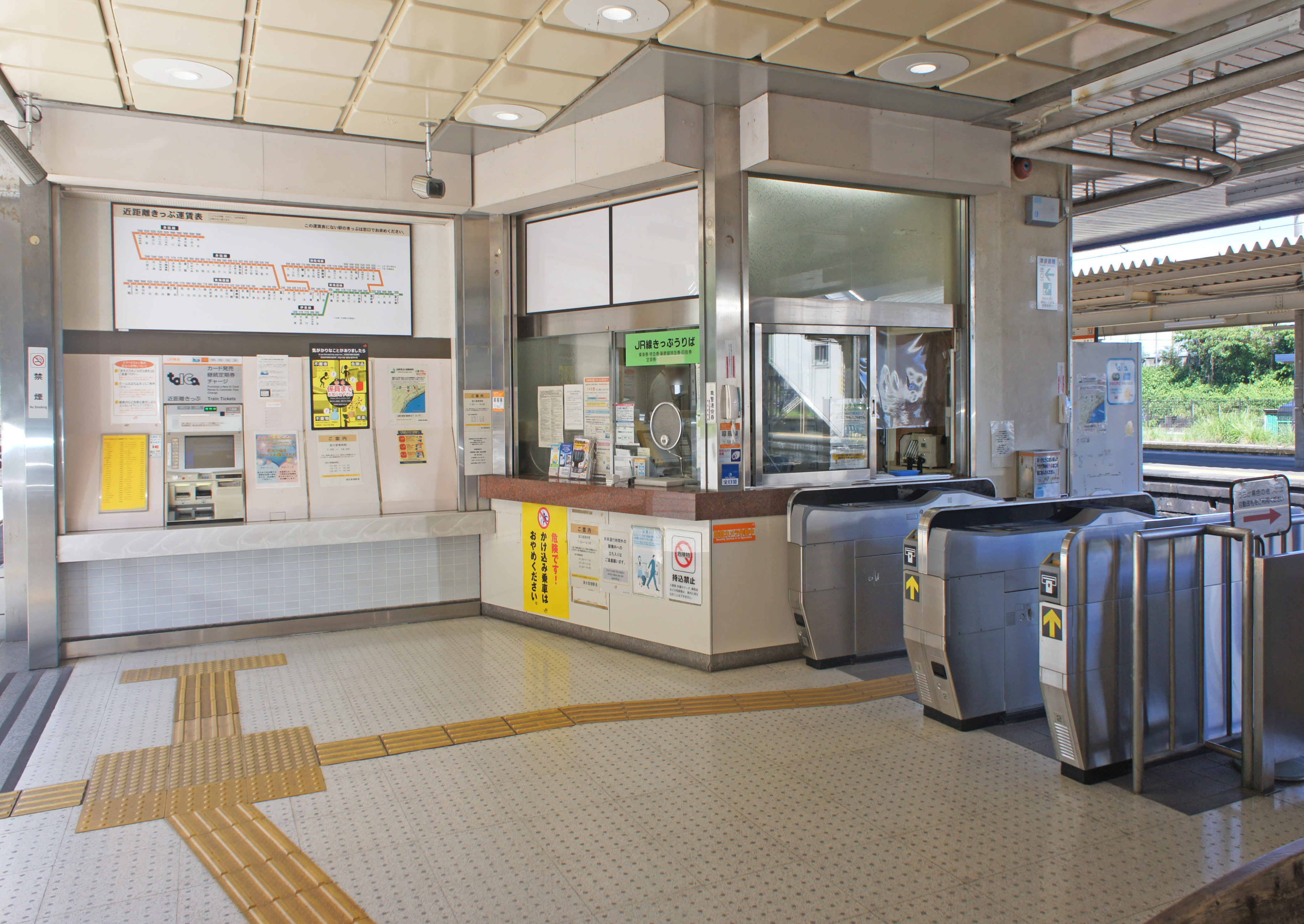
改札口（2022年7月）
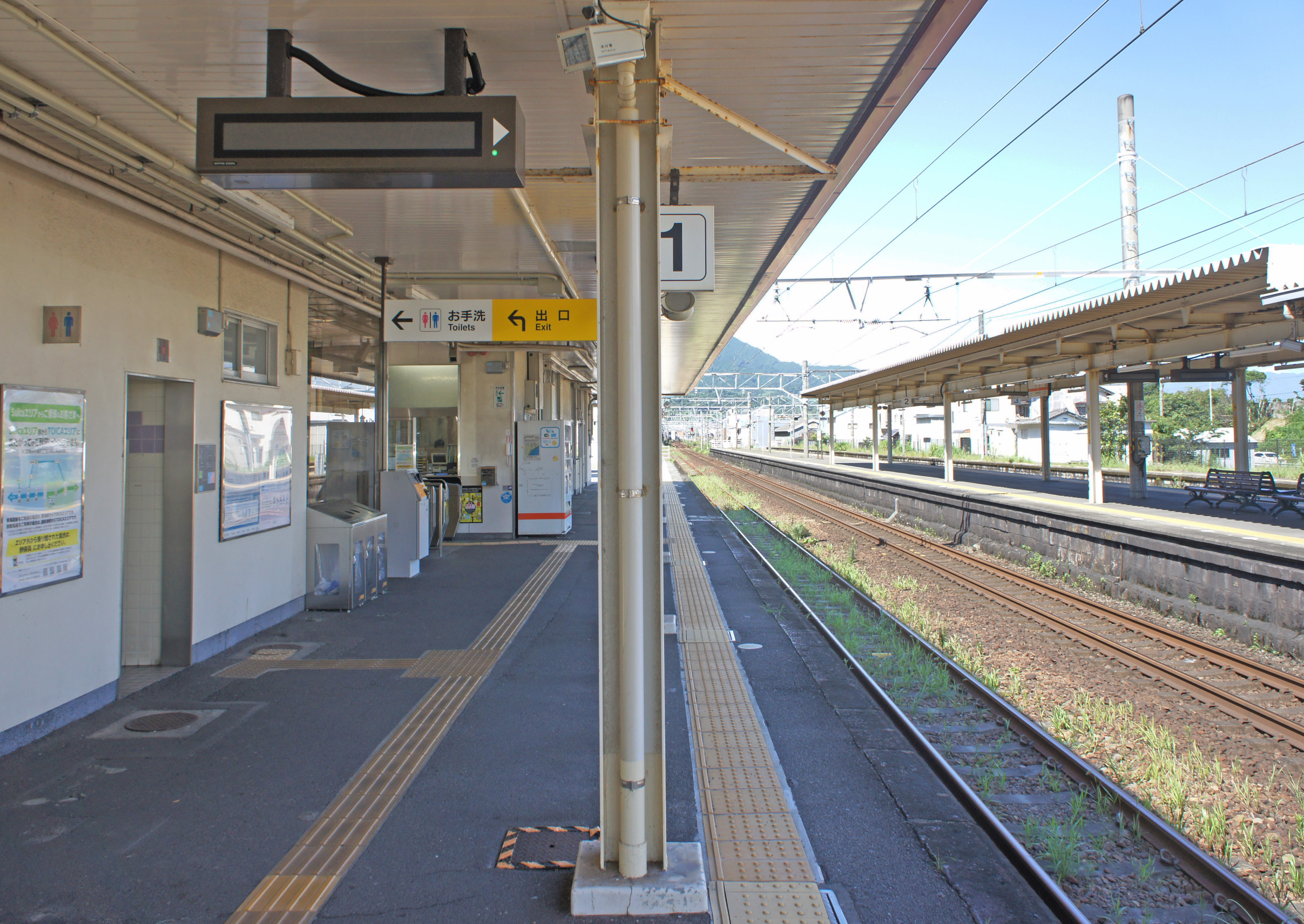
1番線ホーム（2022年7月）
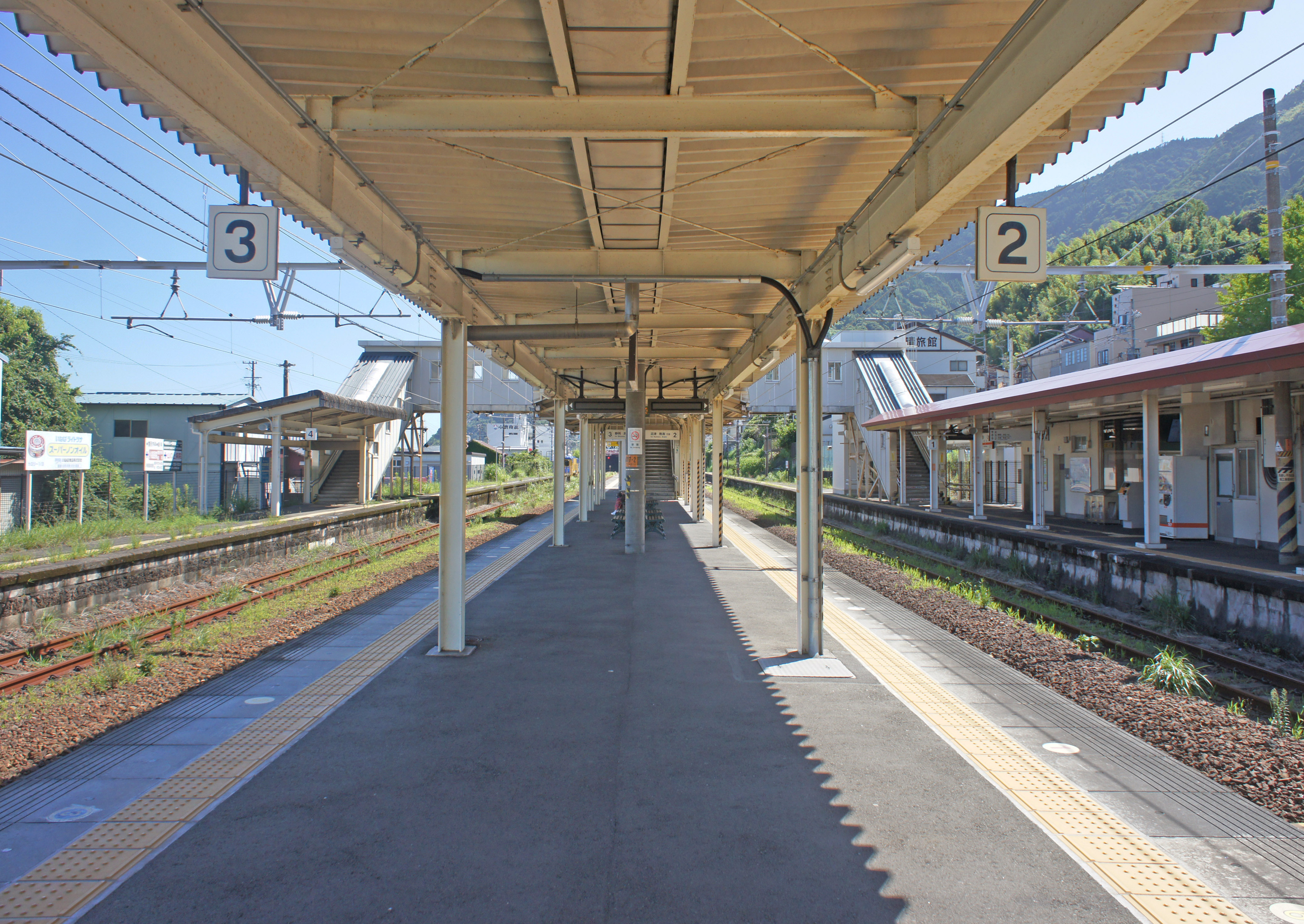
2・3番線ホーム（2022年7月）
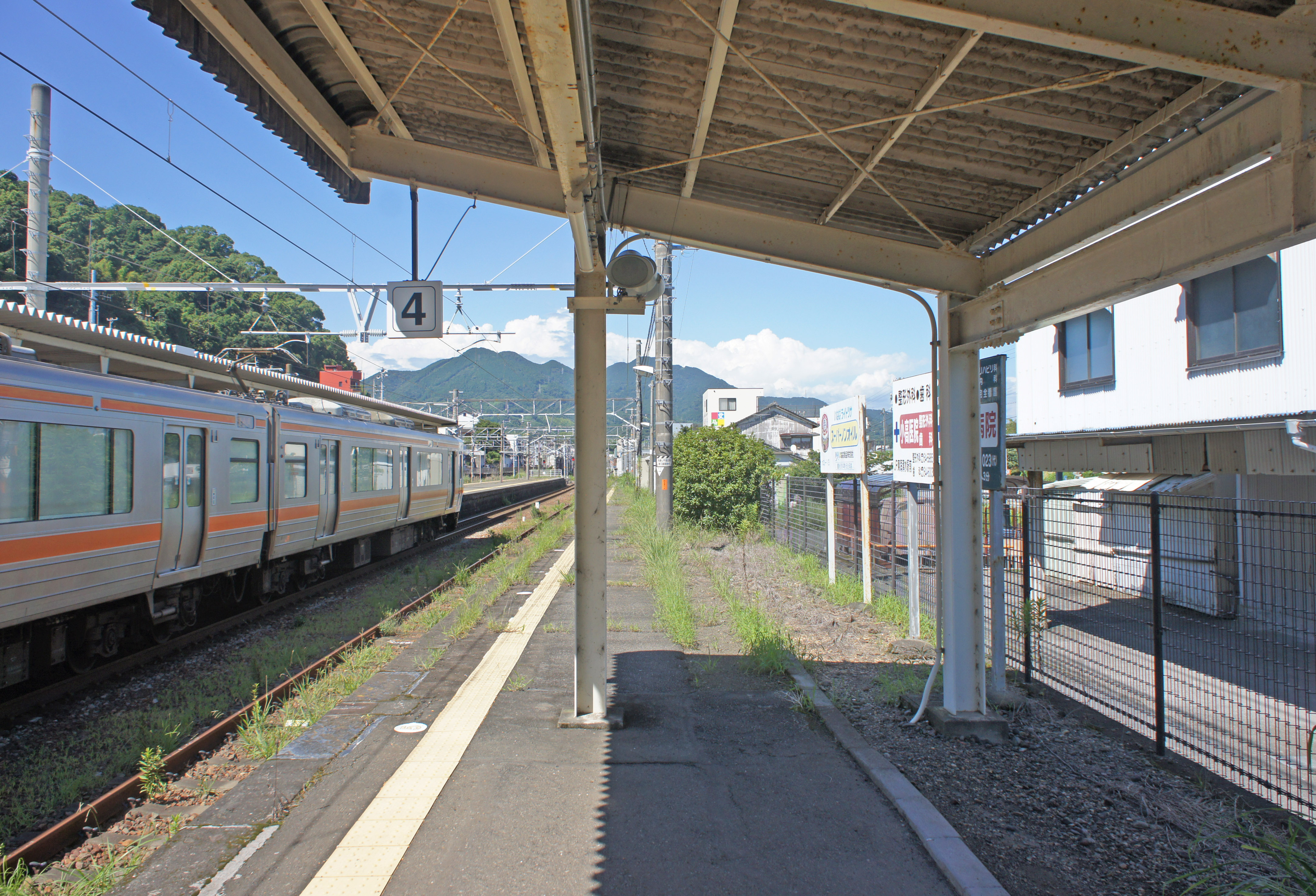
4番線ホーム（2022年7月）

## 利用状況
JR東海の移動等円滑化取組報告書によると、2023年度（令和3年度）の1日平均乗降客数は1574人である。
1993年度（平成5年度）以降の推移は以下のとおりである。
| 乗車人員推移       | 乗車人員推移     | 乗車人員推移 |
| 年度               | 1日平均 乗車人員 | 出典         |
| ------------------ | ---------------- | ------------ |
| 1993年（平成05年） | 1,634            | [ * 2 ]      |
| 1994年（平成06年） | 1,488            | [ * 3 ]      |
| 1995年（平成07年） | 1,429            | [ * 4 ]      |
| 1996年（平成08年） | 1,412            | [ * 5 ]      |
| 1997年（平成09年） | 1,312            | [ * 6 ]      |
| 1998年（平成10年） | 1,274            | [ * 7 ]      |
| 1999年（平成11年） | 1,225            | [ * 8 ]      |
| 2000年（平成12年） | 1,183            | [ * 9 ]      |
| 2001年（平成13年） | 1,134            | [ * 10 ]     |
| 2002年（平成14年） | 1,115            | [ * 11 ]     |
| 2003年（平成15年） | 1,318            | [ * 12 ]     |
| 2004年（平成16年） | 1,605            | [ * 13 ]     |
| 2005年（平成17年） | 1,702            | [ * 14 ]     |
| 2006年（平成18年） | 1,703            | [ * 15 ]     |
| 2007年（平成19年） | 1,737            | [ * 16 ]     |
| 2008年（平成20年） | 1,657            | [ * 17 ]     |
| 2009年（平成21年） | 1,659            | [ * 18 ]     |
| 2010年（平成22年） | 1,658            | [ * 19 ]     |
| 2011年（平成23年） | 1,627            | [ * 20 ]     |
| 2012年（平成24年） | 1,703            | [ * 21 ]     |
| 2013年（平成25年） | 1,762            | [ * 22 ]     |
| 2014年（平成26年） | 1,555            | [ * 23 ]     |
| 2015年（平成27年） | 1,656            | [ * 24 ]     |
| 2016年（平成28年） | 1,607            | [ * 25 ]     |
| 2017年（平成29年） | 1,587            | [ * 26 ]     |
| 2018年（平成30年） | 1,502            | [ * 27 ]     |
| 2019年（令和元年） | 1,388            | [ * 28 ]     |
| 2020年（令和02年） | 766              | [ * 1 ]      |
| 2021年（令和03年） | 837              | [ * 1 ]      |

## 駅周辺

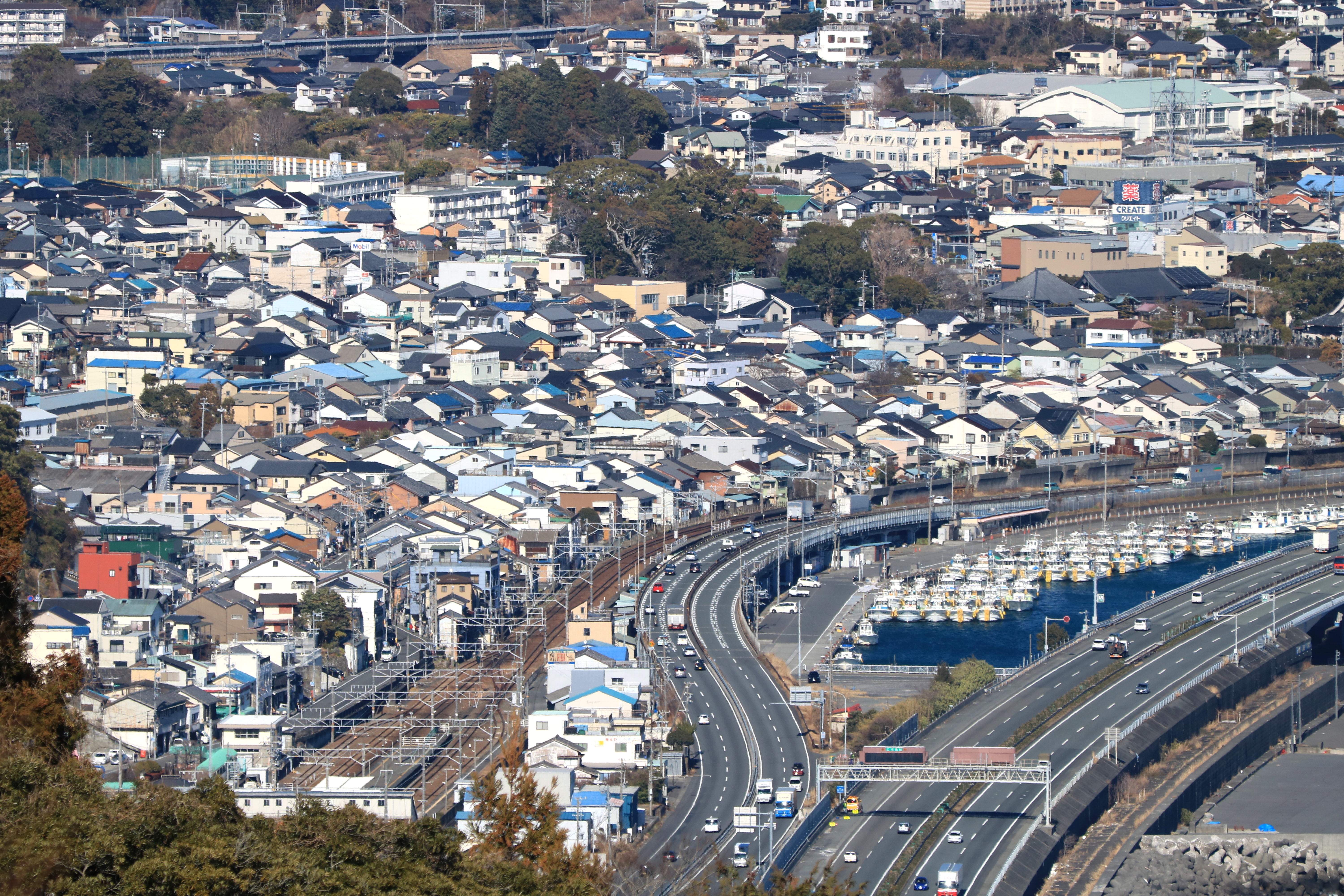
薩埵峠方面から望む由比駅周辺、国道1号の富士由比バイパス、由比漁港と東名高速道路

- 国道1号（富士由比バイパス）
- 東名高速道路
- 旧東海道
- 由比漁港

## バス路線
「由比駅」停留所にて、静岡市のコミュニティバス（運行は信興バスが委託）が発着する。
- 由比・蒲原病院線[7]：蒲原病院
- ゆいバス香木穴・倉沢コース[8]：舟場入口 / 庵原分署 / 由比駅 ※月・水・金曜運行
- ゆいバス桜野・阿僧コース[8]：桜野会館/ 庵原分署 / 由比駅 ※火・木曜運行

寺尾橋・由比駅上から蒲原病院を経て富士駅方面へ運行していた富士急静岡バスの廃止に伴い、2019年10月1日より蒲原病院への自主運行バスを運行開始。
富士急は、廃止より前の時代には当駅から西、興津駅まで行く便も存在した。興津方面への廃止により、東京 - 清水・静岡方面を路線バスを乗り継いで行き来することは不可能になった。

## 隣の駅
東海旅客鉄道（JR東海）
CA 東海道本線
■快速（臨時列車扱い、下りのみ運転）
通過
■普通
蒲原駅 (CA11) - 由比駅 (CA12) - 興津駅 (CA13)

### 記事本文